# Josef Hans
Josef Hans (* 12. August 1913 in Wien; † 13. März 1985 in Mödling) war ein österreichischer Politiker (ÖVP), Lehrer und Industrieangestellter. Er war von 1945 bis 1949 Abgeordneter zum österreichischen Nationalrat.

## Leben
Josef Hans besuchte nach der Volksschule eine Lehrerbildungsanstalt und studierte fünf Semester an der Hochschule für Welthandel Wien. Beruflich war er als Industrieangestellter und Lehrer sowie 1945 als Landesparteisekretär der ÖVP Niederösterreich aktiv. Zwischen dem 19. Dezember 1945 und dem 8. November 1949 vertrat er die ÖVP im österreichischen Nationalrat. Hans war von 1946 bis 1950 Bundesobmann der Österreichischen Jugendbewegung und ab 1961 erster Präsident des Niederösterreichischen Zivilschutzverbandes.